# Taichung Futuro Football Club
El Taichung Futuro Football Club es un equipo de fútbol taiwanés que actualmente juega en la Liga Premier de Fútbol de Taiwán y que fue fundado en 2016. Está establecido en la ciudad de Taichung y juega sus partidos de casa en el Taichung Football Field.

## Historia
La Academia de Fútbol Taichung Futuro fue fundada en 2016 por el futbolista japonés Yoshitaka Komori. El equipo masculino se creó en 2018 y rápidamente comenzó a destacar en el fútbol taiwanés. Ese mismo año, logró clasificarse para la temporada 2019 de la Liga Premier de Taiwán tras superar con éxito las rondas clasificatorias celebradas en noviembre y diciembre. En aquella etapa, el club contaba con jugadores experimentados como Li Mao, Chen Chiu-an, Chen Ting-yeung y Wang Rui, todos con experiencia en la selección de China Taipéi. Sin embargo, tras la clasificación, Wang Rui y Chen Ting-yeung partieron hacia la Premier League de Hong Kong, siendo reemplazados por nuevos fichajes como Yumigo Ichiyanagi, con experiencia en la liga profesional japonesa.
Para la temporada 2020, el Taichung Futuro contrató al japonés Toshiaki Imai, exentrenador de la selección china, quien reforzó al equipo con incorporaciones como Zhu Yicheng, Jun Higashifumi, y los jóvenes Chiu Ming-hsiu y Jiang Hao-jen, graduados de la Universidad Nacional de Educación Física y Deportes de Taiwán. Imai regresó a Japón tras la primera vuelta, dejando al equipo con un récord de imbatibilidad. A partir de entonces, la dirección técnica pasó a manos de Wang Chia-chung, debutando oficialmente el 26 de julio contra el Taipower. En esa temporada, el equipo consiguió su primer tercer puesto en la liga.
Wang Jiazhong continuó al frente del equipo en 2021, reforzándolo con talentos como Chiu Po-Ei y Huang Sheng-Chieh, de la Universidad Ming Chuan, y Duan Chuan, del Nanshi Taigang. También se sumaron refuerzos extranjeros como Massamba Sambou, Zeljko Filip Engelman, Naoyuki Yamazaki y Shohei Yokoyama. A causa de una epidemia local, la competición se interrumpió tras la primera vuelta y se reanudó en noviembre con un calendario reducido, finalizando nuevamente en la tercera posición.
El gran salto internacional llegó en 2022, cuando el Taichung Futuro finalizó como subcampeón, lo que le permitió acceder a las eliminatorias de la Copa AFC 2023-24. El equipo se aseguró un lugar en la fase de grupos tras vencer al Monte Carlo de Macao por 2-1 en el play-off de la zona este de Asia. Más tarde, logró el pase a las semifinales del play-off interzonal gracias a una mejor diferencia de goles frente al FC Ulaanbaatar de Mongolia.

## Entrenadores
- Juang Ming-Yen (2019)
- Toshiaki Imai (2020)[1]
- Vom Ca-nhum (2020-2022)
- Juang Ming-Yen (2023)
- Pen Wu-Sung (2023–)

## Participación en competiciones de la AFC
| Temporada | Torneo   | Ronda                              | Club            | Casa | Visita | Global   |
| --------- | -------- | ---------------------------------- | --------------- | ---- | ------ | -------- |
| 2023–24   | Copa AFC | Play-off                           | Monte Carlo     | 2–1  | 2–1    | 2–1      |
| 2023–24   | Copa AFC | Grupo I                            | Chao Pak Kei    | 1–0  | 1–0    | 1° Lugar |
| 2023–24   | Copa AFC | Grupo I                            | FC Ulaanbaatar  | 1–2  | 2–0    | 1° Lugar |
| 2023–24   | Copa AFC | Grupo I                            | Taiwan Steel    | 2–1  | 1–5    | 1° Lugar |
| 2023–24   | Copa AFC | Semifinales del play-off interzona | Abdish-Ata Kant | 1–3  | 0–5    | 1–8      |